# Уолтер Харди
Уолтер Харди (англ. Walter Hardy) — герой американских комиксов, издаваемых Marvel Comics. В прошлом был всемирно известным грабителем по прозвищу Кот (англ. The Cat), однако встал на путь исправления. Он является отцом Фелиции Харди, также известной как Чёрная кошка.

## История публикаций
Уолтер Харди был создан сценаристом Марвом Вольфманом и художником Кейтом Поллардом. Его первое появление состоялось в The Amazing Spider-Man #194 (Июль, 1979).

## Биография
Уолтер Харди был известным грабителем по прозвищу Кот и, в какой-то момент, попал за решётку. Годы спустя, воровка по прозвищу Чёрная кошка, украла документы из тюрьмы, в которой сидел Харди. Питер Паркер провёл собственное расследование, узнав, что Уолтер Харди содержался в нью-йоркской тюрьме в течение последних нескольких десятилетий и теперь неизлечимо болен. В тюрьме, Человек-паук сразился с Чёрной кошкой, в то время как её сообщники Борис Корпсе и Бруно Грейнджер взорвали стену тюремной камеры Харди, обломки которой обрушились на Человека-паука.  
Поскольку Человек-паук не смог выбраться из-под обломков, тюремному персоналу не удалось предотвратить побег Уолтера Харди с Чёрной кошкой, Корпсе и Грейнджером. В своём доме, Чёрная кошка раскрыла что является дочерью Уолтера, Фелицией, и упомянула, что её мать Лидия намеренно не рассказывала ей об отце. Затем Уолтер ушёл, чтобы провести свои последние минуты с женой. После того, как Чёрная кошка упала в реку, Человек-паук обнаружил мёртвого Уолтера в объятиях его жены Лидии.  
Находясь в больнице после сражения Человека-паука с Доктором Осьминогом, Фелиция рассказала Питеру Паркеру, что её посетил призрак Уолтера. 

## Силы и способности
У Кота есть миниатюрный крюк, который позволяет ему раскачиваться между зданиями подобно Человеку-пауку, хотя и не так быстро. Также он может использовать кабель от этого устройства в качестве каната для взбирания по стене, троса для качелей и в качестве оружия в бою.  

## Альтернативные версии

### Ultimate Marvel
Во вселенной Ultimate Marvel Джек Харди фигурирует в списке известных грабителей Daily Bugle.

## Вне комиксов

### Телевидение
- Джон Филлип Лоу озвучил Уолтера Харди в эпизодах «Кот» и «Чёрная кошка» мультсериала «Человеке-пауке» 1994 года[6]. Несмотря на сходство с версией из комиксов, здесь его зовут Джон Хардески. Когда Джон был ребёнком, нацисты обманом заставили его шпионить за созданием Капитана Америки, эксплуатируя фотографическую память юноши. Когда Хардески узнал, что этих людей возглавлял Красный Череп, он успешно скрылся от них. Годы спустя, Уолтер попал под защиту Щ.И.Т.а и содержался под стражей до тех пор, пока Кингпин не поручил Хамелеону заменить Хардески, дабы заполучить формулу суперсолдата. Кингпин устроил «семейное воссоединение», поручив Доктору Осьминогу похитить дочь Хардески Фелицию Харди, чтобы использовать её в качестве подопытной для тестирования формулы и превратить её в Чёрную кошку. Человек-паук последовал за Чёрной кошкой в убежище Кингпина и спас отца и дочь после того, как первый уничтожил сыворотку суперсолдата, прежде чем её можно было воспроизвести. Сорвав план Кингпина, Хардески простился со своей семьей и добровольно вернулся под стражу Щ.И.Т.а.
- Уолтер Харди, чей образ был объединён с личностью Грабителя, появляется в мультсериале «Новые приключения Человека-паука» 2008 года. Джим Каммингс озвучил его в эпизоде «Интервенция», а Джеймс Ремар в серии «Премьера»[7]. Впервые он появляется во флэшбеке, когда Питер Паркер сражается с симбиотом Веномом и вспоминает Грабителя, убившего его дядю Бена[8]. В дальнейшем, дочь Уолтера, Фелиция, пытается освободить своего отца из тюрьмы, в которой также оказывается Человек-паук, пытающийся наладить систему безопасности. Столкнувшись с Харди, Паук узнаёт в нём того самого грабителя, убившего его дядю. Харди раскаивается в убийстве другого человека и пытается искупить свою вину, выпустив усыпляющий газ, чтобы нейтрализовать других сбежавших сокамерников и позволить Человеку-пауку и Чёрной кошке уйти.

### Видеоигры
Уолтер Харди появляется в DLC Spider-Man: The City That Never Sleeps к игре Spider-Man 2018 года, где его озвучил Дэниел Риордан. Во время выполнения побочного квеста, Человек-паук связывается с детективом полиции Нью-Йорка по фамилии Мэкки, который просит его помочь найти картины, украденные Харди, первым преступником-вором, который носил имя Кот. Пока Человек-паук ищет их, детектив Мэкки рассказывает ему предысторию Харди, объясняя, что из-за его воровских талантов Маджия стремилась завербовать его. Харди отказался и позволил арестовать себя, прежде чем якобы утонул при неудачной попытке побега с острова Райкера. Тем не менее, многие считали, что Харди инсценировал свою смерть, чтобы защитить семью от Маджии. Собрав все украденные произведения искусства, Человек-паук обнаружил, что детективом Мэкки на самом деле был Харди, который взял псевдоним, чтобы вернуть все украденные картины. Харди попросил Человека-паука присматривать за его дочерью, новой Чёрной кошкой.